# (7180) 1991 NG1
A (7180) 1991 NG1 a Naprendszer kisbolygóövében található aszteroida. Holt, H. E. fedezte fel 1991. július 12-én.